# Generalsekreterare för Samväldet

Samväldets flagga.

Samväldets generalsekreterare (engelska: Secretary-General of the Commonwealth of Nations) är ledaren för Samväldets sekretariat sedan dess grundande 1965, och är den som vanligen representerar Samväldet på heltid. Nuvarande generalsekreterare är Patricia Scotland.

## Lista över generalsekreterare
- 1965–1975: Arnold Smith, Kanada
- 1975–1990: Shridath Ramphal, Guyana
- 1990–2000: Emeka Anyaoku, Nigeria
- 2000–2008: Don McKinnon, Nya Zeeland
- 2008–2016: Kamalesh Sharma, Indien
- 2016–: Patricia Scotland, Dominica/Storbritannien